# Верхняя Плавица
Ве́рхняя Пла́вица — село Верхнехавского района Воронежской области. Административный центр Верхнеплавицкого сельского поселения.

## География
Расположено в верховье реки Плавицы, по которой получило основную часть своего названия. Определение Верхняя дано в отличие от деревни Нижняя Плавица (ныне Белоносовка, Липецкая область).
Юго-западнее Верхней Плавицы расположено Лохматое озеро.

## История
с. Росташовка (Расташевка, Верхняя Расташевка, Верхняя Плавица) в 1892 году входило в состав Шукавской волости Воронежского уезда.
Истории заселения однодворцами Воронежской губернии упомянуто, что Росташевка была заселена из села Углянец в 1807 году, а перед этим там жило мало народу и всех числили с 1796 года по деревни Рышкова Росташевка тожъ.
Село Верхняя Плавица было основано в 1808 году и расположено на реке Плавица, которая впадает в реку Усманка.
Первыми жителями села Верхняя Плавица были переселенцы из сел Никоново и Углянец.
Выписка из справочника «XLII. Тамбовская губерния. Список населенных мест по сведениям 1862 г.»: село каз.(казённое — государственное) Верхоплавица (Рыжково) при реке Плавице. По правую сторону транспортного тракта из г. Усмани в г. Тамбов. От уезд. города 40. От станов. кварт. 25. Церковь православная 1. Дворов 118. Мужчин 496. Женщин 544.
В ГАВО Воронежа сохранились «Коллекция метрических книг церквей Тамбовской губернии»(Фонд №И-332) за 1907—1915 года из Архангельской церкви, которую посещали жители Верхней Плавицы, в те времена были села Росташевка, Рыжково, Рышково.
Администрацию на селе представляли староста, писарь и десятник. Старосту избирали на сходе из числа зажиточных крестьян, женщины на сходе не присутствовали, так как были лишены избирательных прав.
Верхнеплавицкий сельский Совет депутатов трудящихся образован в 1920 году и находился на территории Верхнематреновской волости Усманского уезда, Тамбовской губернии, до 1928 года. С 1928 года Верхнеплавицкий сельский Совет находится на территории Верхнехавского района Воронежской области.
1858 г. село, деревня Верхняя Росташевка, Воронежская губ, Воронежский у., Хавская волость, Новопокровское сельское общество с. В.Росташевка (ревизские сказки). Верхняя Росташевка — бывшее государственное село, 2131 лицо, 208 дворов, православная церковь, 2 лавки.
1923 г. село Шукавка, Воронежская губ, Усманский у.
1930 г. село Шукавка, Верхнехавский р-н
Росташовка после установления Советской власти вошла в Битюг-Матрёновский сельский Совет Усманского уезда. В 1929 а составе Верхне-Плавицкого сельского Совета Верхне-Хавского района ЦЧО. В 1968 году входит в состав села Верхняя Плавица. 1954 году Верхнеплавицкий сельский совет объединился с Росташевским сельским Советом.
На территории Верхнеплавицкого сельского Совета в 1930-х годах были созданы колхозы «Красное знамя», «Красный богатырь», «Красная звезда». На основании решения Воронежского облисполкома «Об укрупнении мелких хозяйств» от 16 июня 1950 года № 1069 произошло объединение колхозов в одно крупное хозяйство — колхоз «Красная Звезда». В 1992 году колхоз распался. В настоящее время на территории села Верхняя Плавица образовалось несколько фермерских хозяйств: КФХ «Вымпел», КФХ «Колос», общество с ограниченной ответственностью ООО «Енисей», МТС Агросервис.
В начале 1980-х годов, согласно так называемой «Программе-200» по утилизации отработанного ядерного сырья, в окрестностях села планировалось обустроить полигон для приема и захоронения отходов с АЭС. Было выбрано низменное место на стыке земель трех колхозов (верхнеплавицкого, «Искры» и малосамовецкого), примерно на середине пути между В.Плавицей и М. Самовцом. Полностью были завершены геологоразведочные и рекогносцировочные подготовительные работы на федеральном уровне, но все заморозилось на стадии прокладки асфальтированной дороги. События на Чернобыльской АЭС и сила народного возмущения, в совокупности, помешали тогда продолжению этого опасного строительства в вышеозначенном месте.

## Население
| 1859 | 1897  | 2000 | 2005 | 2010 |
| ---- | ----- | ---- | ---- | ---- |
| 1622 | ↗2254 | ↘594 | ↘561 | ↘432 |

## Известные уроженцы
- Боев Анатолий Сергеевич (02.11.1946—18.04.2022), полковник вооруженных сил СССР, РФ. Начальник штаба в/ч 33565, 02552. Принимал участие в строительстве объектов г. Воронежа, в частности заводов: РИФ, ВЗСАК, Авиационный, Химический, ВКБР, НИИ связи, Радиозавод, ВЗР, КБХа, Электроприбор, корпус Механического завода, р-на ВАИ, базы футбольной команды «Факел» и др., и объектов в г. Острогожск, Задонск, Павловск.